# Thereva hermanni
Thereva hermanni är en tvåvingeart som beskrevs av Krober 1912. Thereva hermanni ingår i släktet Thereva och familjen stilettflugor. Inga underarter finns listade i Catalogue of Life.